# Léon Frédéric
Ne doit pas être confondu avec le scientifique Léon Fredericq, lui aussi baron.
Pour les articles homonymes, voir Frédéric.
Léon Frédéric né le 26 août 1856 à Bruxelles et mort le 25 janvier 1940 à Schaerbeek est un peintre belge.

## Biographie
Fils d'un bijoutier prospère, Léon Frédéric entre en 1871 comme apprenti chez le peintre-décorateur Charle-Albert, et suit les cours du soir à l'Académie royale des beaux-arts de Bruxelles. En 1874, il travaille dans l'atelier particulier de Jean-François Portaels. L'année suivante, il se cotise avec de jeunes peintres pour louer un atelier où ils peuvent étudier le modèle vivant.
De 1876 à 1878, il prépare le prix de Rome auquel il échoue, mais son père lui offre de quoi voyager en Italie toute une année de 1878 à 1879. La présentation de ses triptyques témoignent de l'influence des primitifs italiens dans sa peinture.
Il fait ses débuts au sein du groupe artistique l'Essor qui réunit des tenants du réalisme. En 1883, il est salué comme un peintre plein de promesses avec son tableau Les Marchands de craie, un triptyque ralliant le modernisme au génie des maîtres primitifs, et durant les années 1890, il devient un des peintres les plus populaires de Belgique, cité aux côtés de Constantin Meunier ou d'Eugène Laermans.
Le 24 avril 1929, le roi Albert Ier accorde à Léon Frédéric — en même temps qu'à James Ensor — le titre de baron.

## Son œuvre
En 1882, il découvre l'œuvre du peintre naturaliste français Jules Bastien Lepage au Salon de Bruxelles.
Son art est l'alliance d'un naturalisme maniéré avec la naïveté et la luxuriance du Quattrocento et des primitifs flamands, souvent exécutées sous forme de triptyques.
Le peintre des Marchands de craie relate avec une poésie touchante les visages, ceux des petits surtout dans leur timidité craintive ; l'un a la grosse tête, l'air bête, borné, un autre louche, ils sont tous malgré tout, même ces deux là, ravissants. C'est la poésie de la misère, de la résignation, du devoir silencieux, du courage.

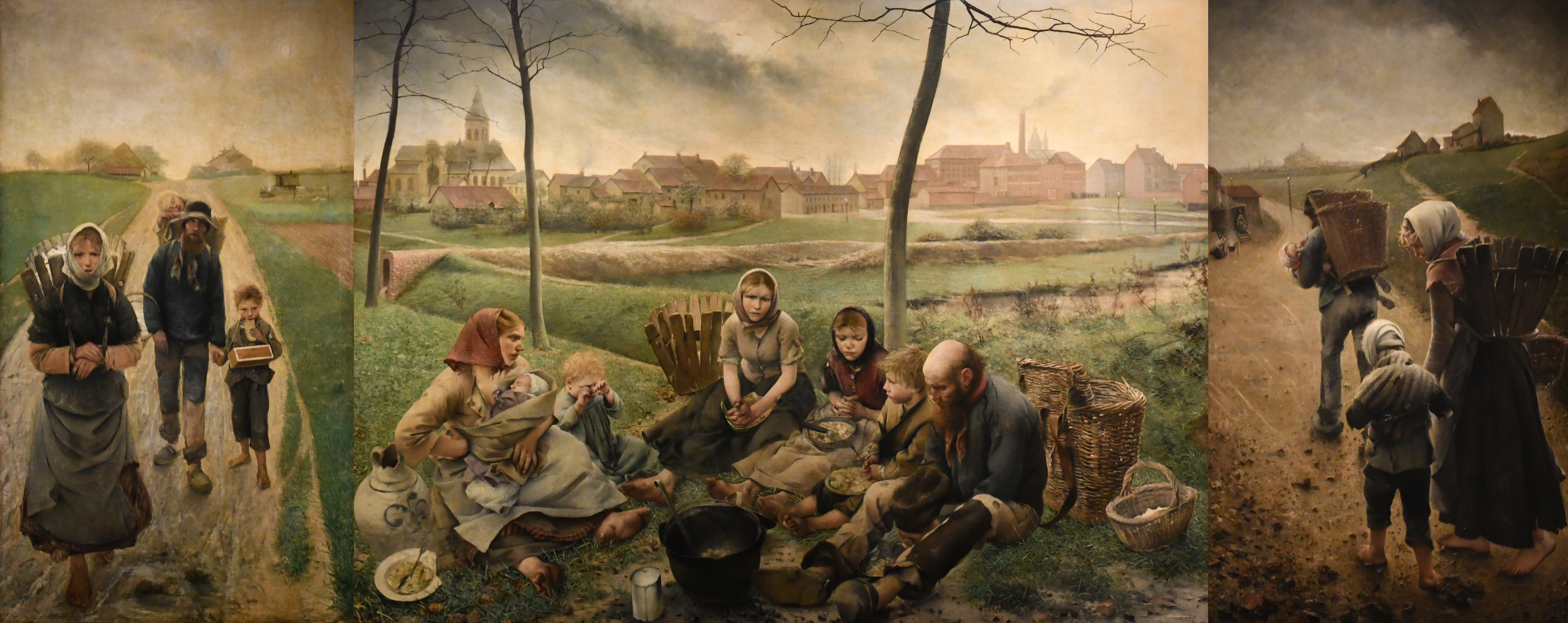
Les Marchands de craie (1882-1883), triptyque : Les Marchands de craie
musées royaux des Beaux-Arts de Belgique

Certains tableaux prennent la forme d'allégories ésotériques comme l’Intérieur d'atelier de 1882, au musée d'Ixelles. Ces œuvres suffisent à classer Léon Frédéric comme l'un des maîtres du courant symboliste belge. Elles annoncent certains thèmes surréalistes, comme le montre le volet droit du triptyque L'Eau, L'Eau dormante.

## Œuvres dans les collections publiques
- 1882 : Intérieur d'atelier, musée d'Ixelles.

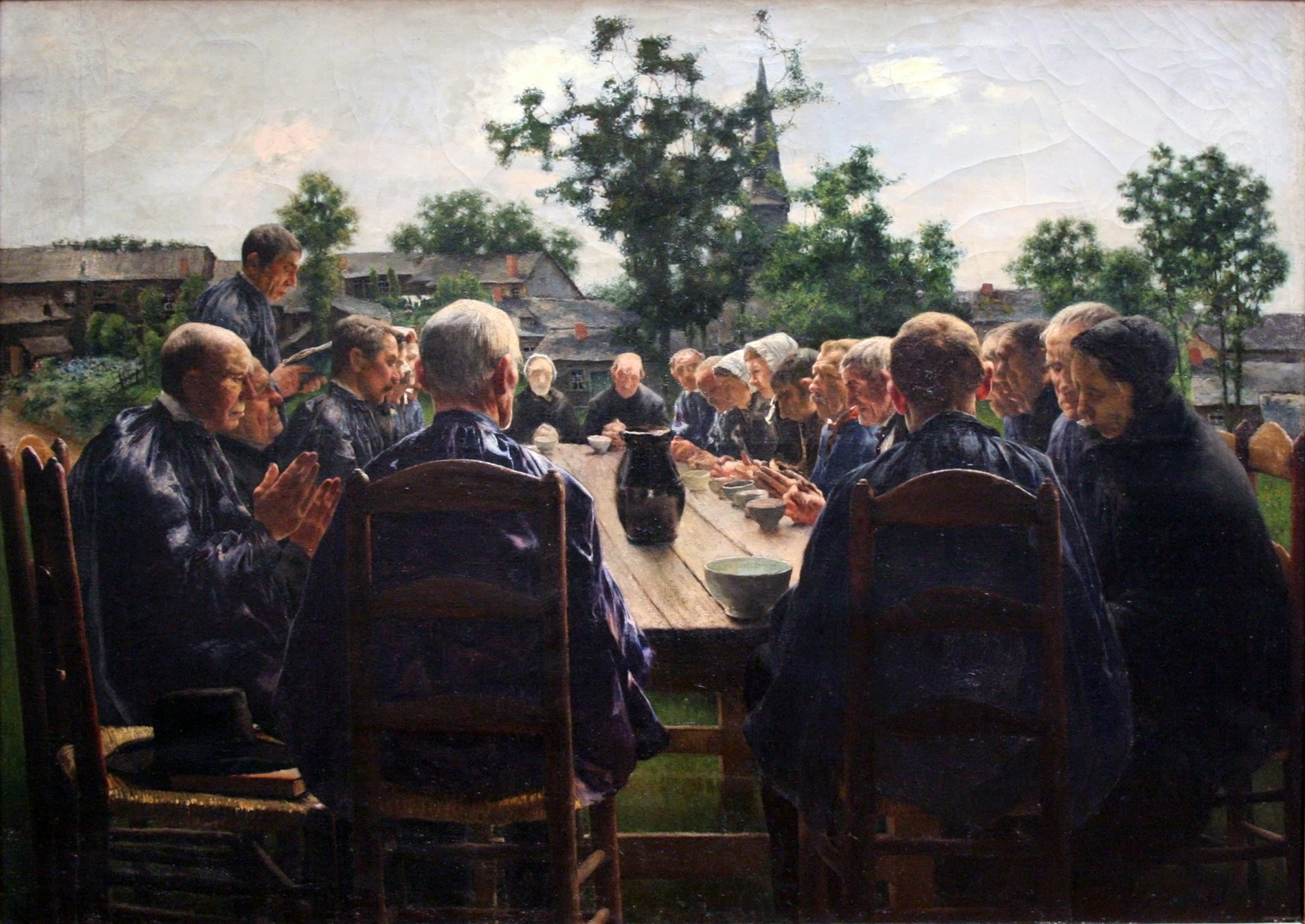
Le Repas de funérailles (1886), musée des Beaux-Arts de Gand.

- 1882 : La Légende de Saint-François, triptyque, palais des Beaux-Arts de Lille.
- 1882-1883 : triptyque Les Marchands de craie ; volet gauche : Le matin ; centre : Midi ; volet droit : Le soir, Bruxelles, musées royaux des Beaux-Arts de Belgique.
- 1883 : Les Ramasseuses d'escarbilles, Liège, musée des Beaux-Arts.
- 1885-1887 : Les Âges du paysan : les garçons, Bruxelles, musées royaux des Beaux-Arts de Belgique.
- 1886 : Le Repas de funérailles, huile sur toile, 125 × 177 cm, musée des Beaux-Arts de Gand[3]
- 1888 : Les Boëchelles, Anvers, Musée royal des Beaux-Arts.

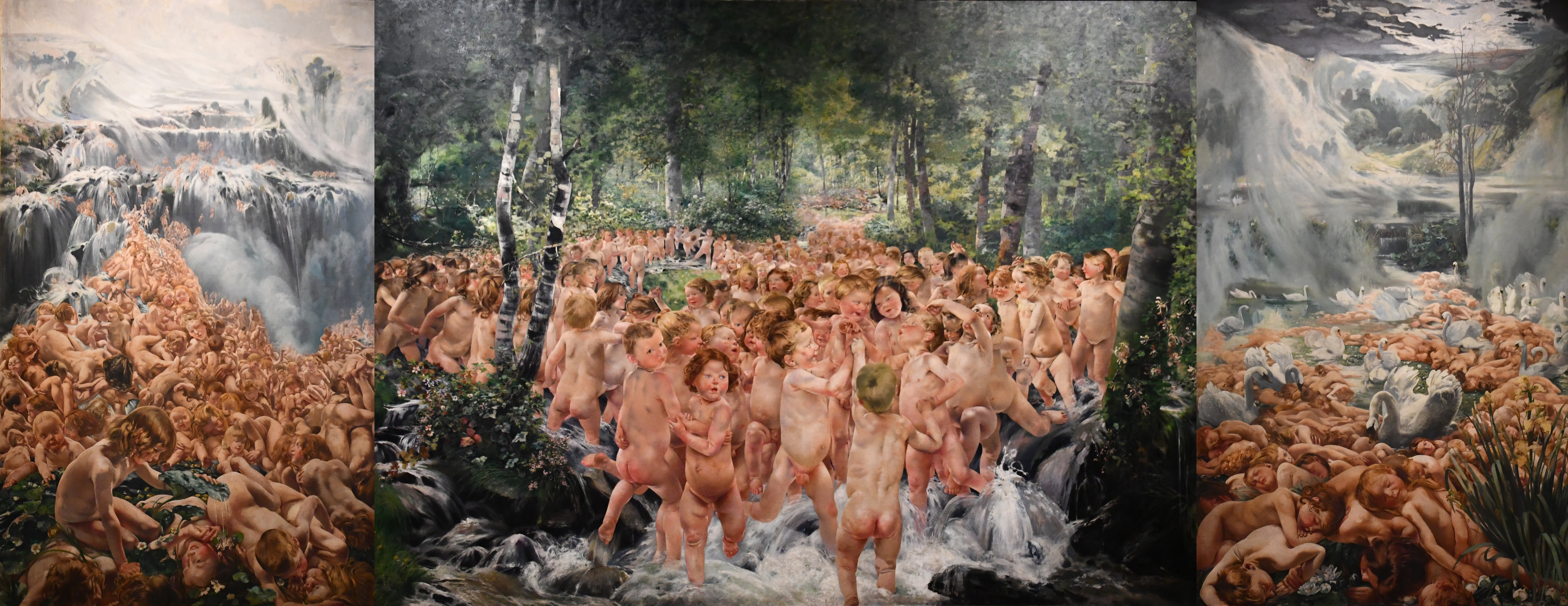
Le Ruisseau (1890-1899), triptyque, Bruxelles, musées royaux des Beaux-Arts de Belgique.

- Le Ruisseau (1890-1899), triptyque, Bruxelles, musées royaux des Beaux-Arts de Belgique.1890-1899 : Le Ruisseau, triptyque, Bruxelles, musées royaux des Beaux-Arts de Belgique.
- 1893-1894 : Les Quatre Saisons, Philadelphia Museum of Art. Cycle de quatre tableaux[4] :
  - Printemps, 1893 ;
  - Été, 1894 ;
  - Automne, 1894 ;
  - Hiver, 1894.
- 1895-1897 : Les Âges du paysan, Bruxelles, musées royaux des Beaux-Arts de Belgique :
  - Les Fillettes ;
  - Les Promis ;
  - Les Mariés ;
  - Les Vieux.
- 1895-1897 : Les Âges de l'ouvrier, triptyque, Paris, musée d'Orsay.
- 1905 : L'Enterrement du paysan, Liège, musée des Beaux-Arts.

## Autres œuvres
| Titre                                                                      | Date               | Image                       | Exposition                                          |
| -------------------------------------------------------------------------- | ------------------ | --------------------------- | --------------------------------------------------- |
| La Légende de saint François - Triptyque                                   | 1882               |                             | Palais des Beaux-Arts de Lille                      |
| Intérieur de studio                                                        | 1882               |                             | musée d'Ixelles                                     |
| Les Âges du paysan - cycle                                                 | Entre 1885 et 1887 | Les Garçons · Les Fillettes | Bruxelles, musées royaux des Beaux-Arts de Belgique |
| Les Boêchelles                                                             | 1888               |                             | Musée royal des Beaux-Arts d'Anvers                 |
| All Things Die, But All Will Be Resurrected through God's Love - Triptyque | entre 1893 et 1918 |                             | Kurashiki, musée d'Art Ōhara                        |
| Nature ou Abondance                                                        | Vers 1895          |                             | Musée d'Art de Dallas                               |
| Les trois Sœurs ou Les Éplucheuses de pommes de terre                      | 1896               |                             | New York, Metropolitan Museum of Art                |
| Les Âges de l'ouvrier - Triptyque                                          | Entre 1895 et 1897 |                             | Paris, musée d'Orsay                                |
| Allégorie de la Nuit                                                       | Vers 1900          |                             | Musée des Beaux-Arts de Gand                        |
| Le Goûter du laboureur                                                     | Vers 1900          |                             | Musée Charlier, Saint-Josse-ten Noode (Bruxelles)   |
| Allégorie de la Fertilité                                                  | Vers 1900          |                             | Localisation inconnue                               |
| L'Âge d'or : Triptyque Le Matin, La Nuit, Le Soir                          | 1900 -1901         |                             | Localisation inconnue                               |
| Toilette du matin                                                          | 1904               |                             | Localisation inconnue                               |
| Rhododendron en fleurs                                                     | 1907               |                             | Musée royal des Beaux-Arts d'Anvers                 |
| L'Annonciation douloureuse                                                 | 1927               |                             | Localisation inconnue                               |
| L'Aurore ou L'Aube arrachant les ténébres                                  |                    |                             | Localisation inconnue                               |
| Fragrance ou Fillette dans la roseraie                                     | 1894               |                             | Collection privée, Belgique                         |
| Enterrement d'un paysan                                                    |                    |                             | Liège, La Boverie                                   |
| Autoportrait                                                               |                    |                             | Localisation inconnue                               |

## Hommages et distinctions
- La ville de Schaerbeek a dénommé une de ses artères rue Léon Frédéric. Le Monument à Léon Frédéric de Jules Lagae orne le parc Josaphat de la même ville.
- Grand officier de l'ordre de Léopold en avril 1927 : distinction décernée par le roi Albert Ier de Belgique.

## Expositions
- « Un autre réalisme », Ornans, musée Courbet, du 6 juillet au 15 octobre 2018.